# Robinsonia fogra
Robinsonia fogra är en fjärilsart som beskrevs av William Schaus 1895. Robinsonia fogra ingår i släktet Robinsonia och familjen björnspinnare. Inga underarter finns listade.